# Buprestomorpha montrouzieri
Buprestomorpha montrouzieri är en skalbaggsart som beskrevs av Thomson 1860. Buprestomorpha montrouzieri ingår i släktet Buprestomorpha och familjen långhorningar. Inga underarter finns listade.